# Șmankivți, Ciortkiv
Șmankivți (în ucraineană Шманьківці) este o comună în raionul Ciortkiv, regiunea Ternopil, Ucraina, formată numai din satul de reședință.

## Demografie
Componența lingvistică a comunei Șmankivți
     Ucraineană (99,87%)
     Alte limbi (0,13%)
Conform recensământului din 2001, majoritatea populației comunei Șmankivți era vorbitoare de ucraineană (99,87%), existând în minoritate și vorbitori de alte limbi.